# Iglesia de Sant'Agrippino a Forcella
La Iglesia de Sant'Agrippino a Forcella es un edificio destinado al culto católico de la ciudad de Nápoles, Italia. Está localizada en el centro histórico de la ciudad, en el barrio de Forcella.

## Historia y descripción
El edificio actual tiene origen en el siglo XIII, aunque otras fuentes opinan que la iglesia es mucho más antigua, remontándose al siglo V. Fue abierta al culto por papa Clemente IV entre 1265 y 1268. En 1615 fue confiada a los monjes basilios.
Es de planta de nave única y alberga interesantes elementos de arte y arquitectura gótica, sobre todo en el ábside y la portada del siglo XV, atribuida a Antonio di Chelino, el último discípulo de Donatello. La parte restante se caracteriza por la arquitectura barroca de Nicola Tagliacozzi Canale, autor de una remodelación de la iglesia en 1758, de la que se puede destacar el piso sobreelevado y la decoración de estuco de toda la nave.

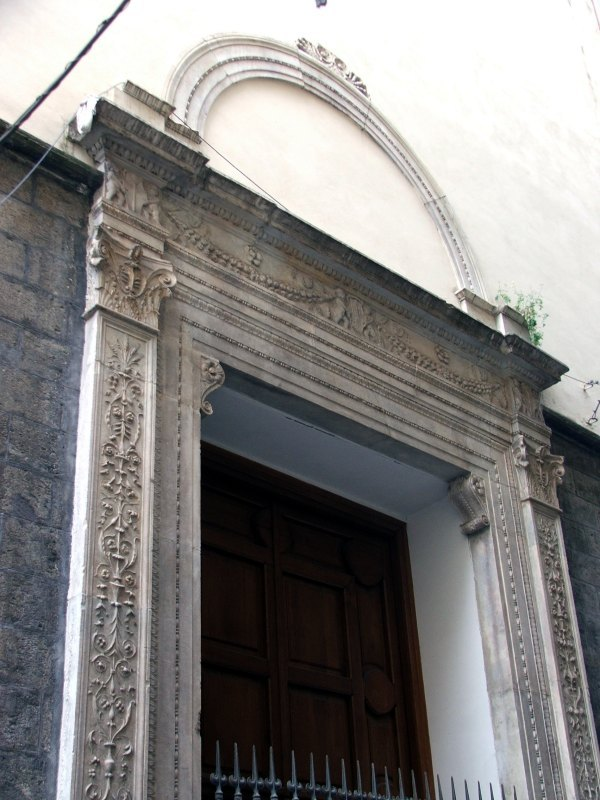
Portada gótica
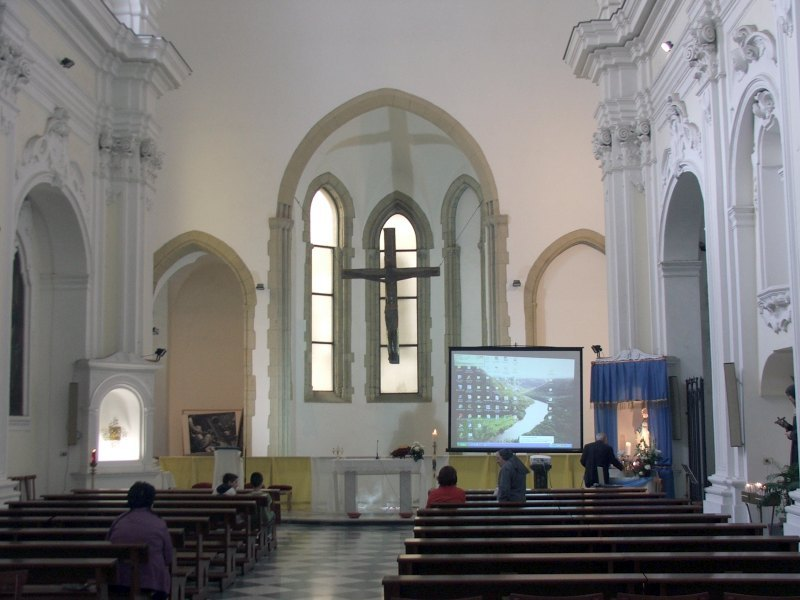
Nave barroca con ábside gótico